# Campeonato Catarinense de Beach Soccer de 2012–13
O Campeonato Catarinense de Beach Soccer de 2012-13 foi a 2ª edição da principal divisão do futebol catarinense de futebol de areia. A disputa ocorreu entre 8 clubes de 27 de abril à 5 de maio de 2013. O campeão da competição foi o Joinville, vencendo o Avaí na final por 7 a 3.

## Regulamento
A competição é disputada em 3 fases, de acordo com a forma abaixo especificada:
1ª Fase – Classificatória
2ª Fase – Semifinal
3ª Fase – Final
Na primeira fase, as oito equipes participantes são divididas em dois grupos de quatro, e jogam dentro do grupo em turno único.
Classificam-se para a 2ª Fase da competição, os dois primeiros colocados de cada grupo na 1ª fase, aplicando-se os critérios de desempates quando necessário.
2ª Fase – Semifinal
A segunda fase (semifinal), é disputada em jogo único definido da seguinte forma:
Jogo 1 - 1º colocado do Grupo A x 2º colocado do Grupo B
Jogo 2 - 1º colocado do Grupo B x 2º colocado do Grupo A
3ª Fase – Final
Nesta fase os vencedores das semifinais fazem a final em um jogo único, enquanto que os perdedores disputam o 3º lugar. O vencedor desta fase (final), é declarado o campeão da competição.
Em qualquer fase da competição, se o jogo terminar empatado no tempo regulamentar, é disputada uma prorrogação de 3 minutos. Caso o placar se mantenha empatado após a prorrogação, são cobrados pênaltis da marca imaginária. O time que obtiver um gol de vantagem sobre o outro com o mesmo número de pênaltis cobrados, é declarado o vencedor.
Critérios de desempate
Em caso de empate na classificação da fase de grupos, os critérios de desempate abaixo são utilizados na seguinte ordem:
1. Pontos ganhos;
2. Maior número de vitórias (tempo regulamentar);
3. Maior saldo de gols;
4. Maior número de gols marcados;
5. Menor número de gols sofridos;
6. Menor número de cartões vermelhos;
7. Menor número de cartões amarelos;
8. Sorteio.

Somente os gols marcados durante o jogo e/ou prorrogação, são computados para efeito de critérios de desempate.

## Participantes
| Equipe    | Cidade        | Em 2011–12 | Títulos     |
| --------- | ------------- | ---------- | ----------- |
| Avaí      | Florianópolis | 1º         | 1 (2011–12) |
| Beira Mar | Garopaba      | —          | —           |
| Capicuys  | Florianópolis | 3º         | —           |
| Joinville | Joinville     | —          | —           |
| Mar       | Florianópolis | —          | —           |
| Marítimo  | Garopaba      | —          | —           |
| Massacre  | Garopaba      | —          | —           |
| São Pedro | Gaspar        | —          | —           |

## Primeira fase

### Grupo A
|  |                          |
|  | Classificados às Finais. |

| 27 de abril de 2013 | Avaí | 8 – 5 | Mar | Arena Fair Play, Florianópolis |
| 13h00m              |      |       |     |                                |

| 27 de abril de 2013 | Beira Mar | 4 – 4 Prorrogação 1 – 0 | São Pedro | Arena Fair Play, Florianópolis |
| 14h00m              |           |                         |           |                                |

| 28 de abril de 2013 | Mar | 2 – 11 | Beira Mar | Arena Fair Play, Florianópolis |
| 8h00m               |     |        |           |                                |

| 28 de abril de 2013 | São Pedro | 2 – 4 | Avaí | Arena Fair Play, Florianópolis |
| 9h00m               |           |       |      |                                |

| 28 de abril de 2013 | Avaí | 9 – 7 | Beira Mar | Arena Fair Play, Florianópolis |
| 13h00m              |      |       |           |                                |

| 28 de abril de 2013 | Mar | 2 – 9 | São Pedro | Arena Fair Play, Florianópolis |
| 14h00m              |     |       |           |                                |

### Grupo B
|  |                          |
|  | Classificados às Finais. |

| 27 de abril de 2013 | Massacre | 2 – 5 | Joinville | Arena Fair Play, Florianópolis |
| 15h00m              |          |       |           |                                |

| 27 de abril de 2013 | Marítimo | 8 – 4 | Capicuys | Arena Fair Play, Florianópolis |
| 16h00m              |          |       |          |                                |

| 28 de abril de 2013 | Joinville | 0 – 1 | Marítimo | Arena Fair Play, Florianópolis |
| 10h00m              |           |       |          |                                |

| 28 de abril de 2013 | Capicuys | 5 – 7 | Massacre | Arena Fair Play, Florianópolis |
| 11h00m              |          |       |          |                                |

| 28 de abril de 2013 | Marítimo | 2 – 4 | Massacre | Arena Fair Play, Florianópolis |
| 15h00m              |          |       |          |                                |

| 28 de abril de 2013 | Joinville | 7 – 2 | Capicuys | Arena Fair Play, Florianópolis |
| 16h00m              |           |       |          |                                |

## Finais
|  | Semifinal     |           |           |  |           |                     |                     |                     |
|  | Florianópolis | Avaí      | 3(0)(1)   |  |           |                     |                     |                     |
|  | Garopaba      | Marítimo  | 3(0)(0)   |  |           | Final               | Final               | Final               |
|  |               |           |           |  |           | Florianópolis       | Avaí                | 3                   |
|  | Semifinal     | Semifinal | Semifinal |  | Joinville | Joinville           | 7                   |                     |
|  | Joinville     | Joinville | 8         |  |           |                     |                     |                     |
|  | Garopaba      | Beira Mar | 2         |  |           | Disputa do 3° lugar | Disputa do 3° lugar | Disputa do 3° lugar |
|  |               |           |           |  |           | Garopaba            | Marítimo            | 8                   |
|  |               |           |           |  |           | Garopaba            | Beira Mar           | 5                   |

- Estão em negrito os vencedores de cada disputa.

Semifinais
| 4 de maio de 2013 | Avaí | 3 – 3 Pênaltis 1 – 0 | Marítimo | Arena Fair Play, Florianópolis |
| 15h00m            |      |                      |          |                                |

| 4 de maio de 2013 | Joinville | 8 – 2 | Beira Mar | Arena Fair Play, Florianópolis |
| 16h00m            |           |       |           |                                |

Disputa do 3º Lugar
| 5 de maio de 2013 | Marítimo | 8 – 5 | Beira Mar | Arena Fair Play, Florianópolis |
| 9h30m             |          |       |           |                                |

Final
| 5 de maio de 2013 | Avaí | 3 – 7 | Joinville | Arena Fair Play, Florianópolis |
| 10h30m            |      |       |           |                                |

## Campeão
| Campeonato Catarinense de Beach Soccer de 2012–13 |
| Joinville                                         |
| ------------------------------------------------- |
| Joinville 1º Título                               |

## Principais Artilheiros[3]
| Gols | Jogador    | Clube     |
| ---- | ---------- | --------- |
| 10   | Cezinha    | Beira Mar |
| 9    | Naércio    | Avaí      |
| 8    | Ivan       | São Pedro |
| 8    | Zé Boca    | Joinville |
| 7    | João Paulo | Joinville |
| 7    | Leandrinho | Joinville |
| 7    | Vinícius   | Beira Mar |
| 5    | Cleitinho  | Capicuys  |
| 5    | Gesiel     | Avaí      |
| 5    | Leandrinho | Marítimo  |
| 5    | Luizinho   | Beira Mar |